# ピーター・ボゴジアン
ピーター・グレゴリー・ボゴジアン（Peter Gregory Boghossian, 1966年7月25日 - ）は、アメリカ合衆国の哲学者、教育学者。

## 概要
ボストン出身。ポートランド州立大学で10年間、哲学のノンテニュアトラック助教授を務めた。研究領域は、無神論、批判的思考、教育学、科学的懐疑論、ソクラテス式問答法。 著書には『無神論者養成マニュアル (A Manual for Creating Atheists)』や、ジェームズ・A・リンゼイとの共著の『話が通じない相手と話をする方法 (How to Have Impossible Conversations: A Very Practical Guide)』がある。
ボゴジアンは、ジェームズ・A・リンゼイとヘレン・プラックローズとともに、ジェンダー研究や他の関連分野における査読付き学術雑誌に、意図的にとんでもない考えを述べた論文を投稿するという「不満研究事件」（メディア報道では「ソーカルの再来」とも呼ばれる）に関与した。 このプロジェクトは、賞賛と非難、また倫理的・方法論的な批判を受け、メディアや学術界で大きな関心を呼び起こすこととなった。調査の結果、ポートランド州立大学は、研究不正を理由にボゴジアンの今後の研究を制限した。
2021年9月、ボゴジアンはハラスメントと知的自由の欠如を理由にポートランド州立大学の職を辞した。
ボゴジアンは、強固な信念、特に宗教的な信仰心を非対立的な方法で検討できるようにデザインされた会話のテクニックとして「路上の認識論 (street epistemology)」を考案した。

## 経歴

### 職歴
ボゴジアンの主な関心は、批判的思考、教育哲学、道徳的推論である。博士学位論文では、刑務所の受刑者を対象として、継続的な犯罪行為を減少させるという目的のため、批判的思考と道徳的推論のトレーニングとしてソクラテス式問答法を使用を用いることについて研究した。この研究は、オレゴン州からの資金援助を受けて行われた。ボゴジアンは、コロンビア・リバー刑務所の刑務所諮問委員会委員長を務めた。センター・フォー・プリズン・リフォームのフェロー。ポートランド州立大学の助教授を務めていたが、非自由主義的な文化に抗議して辞職した。
ボゴジアンは、マイケル・シャーマーが序文を書いた『無神論者養成マニュアル』（2013年）と、『話が通じない相手と話をする方法』（2019年）の2冊の著者である。また、白人至上主義者の論客ステファン・モリニューの著書『Against the Gods』に序文を寄稿した。彼の言によれば、モリニューとの協力関係は形而上学の領域における同意に基づくものであり、モリニューの政治的見解は支持していないという。
2017年、ボゴジアンは心理学と信念についての科学に焦点を当てたドキュメンタリー「Reasons To Believe」で紹介された。
センター・フォー・インクワリー、理性と科学のためのリチャード・ドーキンス財団、セキュラ―・スチューデント・アライアンスでの講演歴がある。
2021年9月、ボゴジアンはポートランド州立大学の職を辞した。 辞表の中で、彼は大学を「社会正義の工場 (Social Justice factory)」と呼び、彼の発言について嫌がらせや報復を受けたと述べた。また辞表では、大学が「学生が率直に話すことを恐れる」文化を作り、学生が「イデオローグの道徳的確信をそのまま受け入れる」ための訓練をし、「異なる信念や意見に不寛容になる」ことを助長していると非難している。
2022年2月17日、ハンガリーのブダペストにあるマティアス・コルヴィヌス・コレギウム (MCC) で「ウォーキズム」についての講演を行った。

## 思想

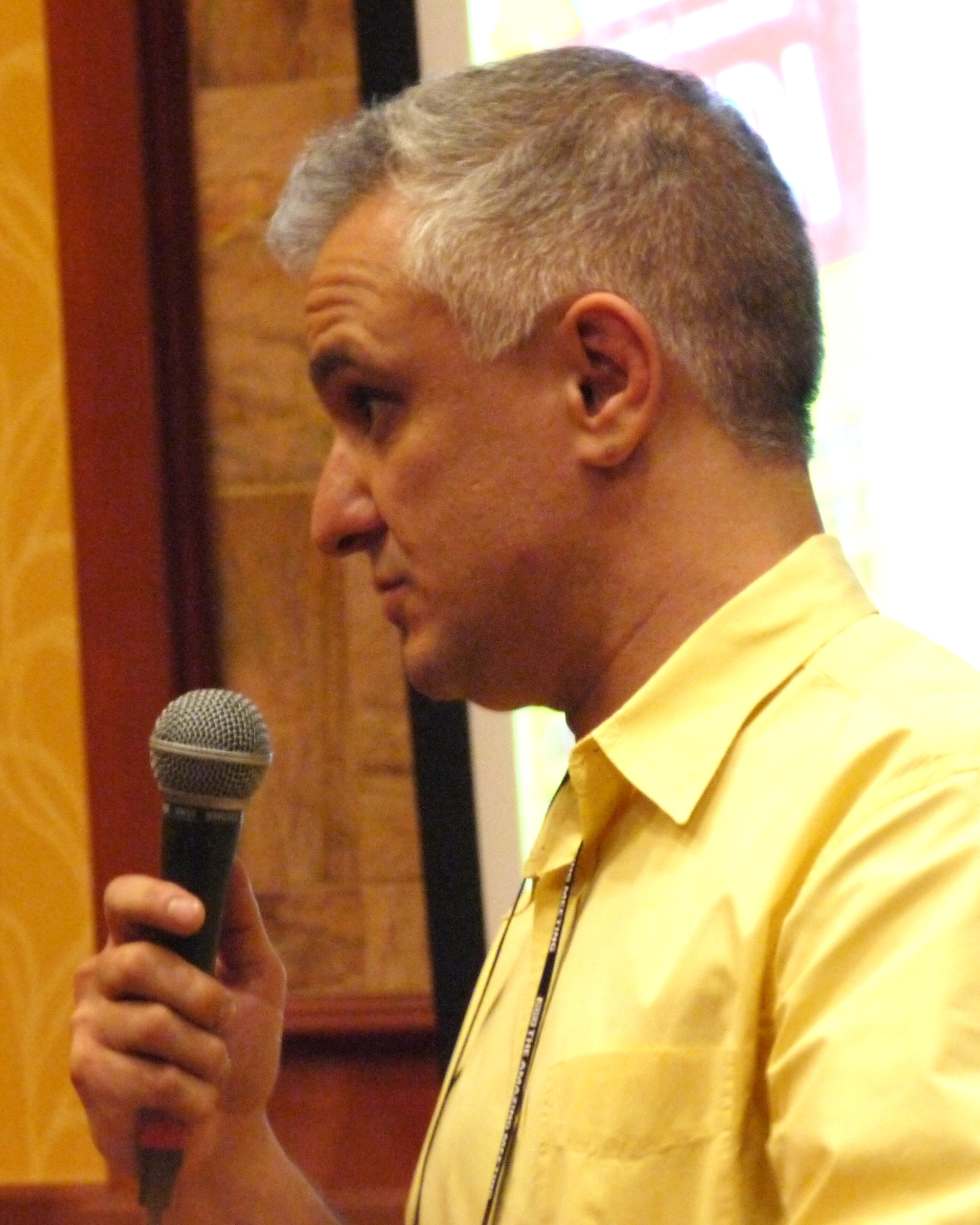
2013年のザ・アメイジング・ミーティングに参加するボゴジアン

ボゴジアンは信仰に基づくあらゆる信念を「妄想」と呼んでいる。『The Daily Beast』は、彼を新無神論者運動に連なる人物だと説明している。彼は宗教信者の信仰を揺さぶるためにソクラテス式問答法を用いることを提唱しているが、彼が推奨しているのは知識を獲得する手段としての信仰（彼はそれを「信頼できない認識論」と呼ぶ）に対する批判に注力するということであり、宗教共同体の外的装いを批判することではない。
2015年のデイヴ・ルービンとのインタビューにおいて、ボゴジアンは自分自身を古典的リベラリストであり、共和党の候補者に投票したことはないが、民主党の「ファンではない」とも述べている。彼は2016年の大統領選挙の共和党候補者のいずれもが「救いようのない惨事をもたらす」と述べた。 彼は2020年のアメリカ合衆国大統領選挙でアンドリュー・ヤンに寄付し支持した。 彼はアメリカ共和党が「世界で最も強力な反科学的政治運動」だと述べたことがある。彼は、〔共和党の〕多くの人が「気候変動が起こっていることを認めることさえ拒否している」ので、彼らが「世界を破壊しかねない」と述べることは「大げさな警鐘ではない」と書き、彼らの「事実否定的な態度は、部分的には宗教的信念に起因している」と述べている。
ボゴジアンによれば、「退行的な左派がアカデミアを支配している」。 彼はしばしば文化相対主義と平等主義が矛盾する価値観であると述べている。

## 不満研究事件
不満研究事件とは、「ソーカルの再来」事件とも呼ばれ、ボゴジアン、ジェームズ・A・リンゼイ、ヘレン・プラックローズの3人が、「不満研究」（人種、ジェンダー、フェミニスト、セクシャリティ研究という、学術的水準が低いと彼らが判断した学術分野）の査読付き学術雑誌に、デマの学術論文を複数査読用に提出した事件である。提出された20の論文のうち、7つが受理された。

### 事件前史
2017年、ボゴジアンとリンゼイは「社会的構築物としての概念的ペニス」と題するデマ論文を発表した。著者たちによって意図的に不条理な内容を盛り込まれ、「ポスト構造主義の言説的ジェンダー論」のスタイルを模倣して書かれたというこの論文は、ペニスは「解剖学的器官としてではなくパフォーマティブな有害な男らしさと同型の社会構築物として」見られるべきだと論じていた。ボゴジアンとリンゼイは当初、この論文を『Norma』に投稿したが、そこでは掲載を拒絶された。その後、彼らはオープンアクセス誌で、ハゲタカジャーナルとして批判されている『Cogent Social Sciences』に論文を投稿した。著者らは後に『Skeptic』誌でこのデマについて明らかにした。ボゴジアンとリンゼイによれば、彼らの意図は、「ジェンダー研究は、男性らしさがすべての悪の根源であるという、ほとんど宗教的な信念によって、学問的に破綻している」ことを証明し、またオープンアクセス誌の審査プロセスの問題点を強調することだったとされる。
多くの批判者は、ボゴジアンとリンゼイの論文はジェンダー研究の分野での問題を示すことに成功しているかどうかについて、疑義を表明している。1996年に同様の事件を起こした数学教授のアラン・ソーカルは、『Cogent Social Sciences』がジェンダー研究を専門としない三流のオープンアクセス誌であることを指摘し、この論文が主流のジェンダー研究誌に受け入れられたとは考えにくいと述べている。同誌が事後検証を行った一方で、ボゴジアンとリンゼイは「（この事件の）影響は非常に限られており、それに対する多くの批判は正当であった」と結論付けている。

### 事件の流れ
2017年8月から、ボゴジアン、リンゼイ、プラックローズの3人は、20本のデマ論文を書き、さまざまな偽名を用いた上に、フロリダ州のガルフコースト州立大学の名誉教授でボゴジアンの友人でもあるリチャード・ボールドウィンの名前も借りて、それらを査読付き学術雑誌に投稿するという、先の論文よりもはるかに大掛かりなプロジェクトに着手した。フェミニスト地理学雑誌『Gender, Place & Culture』に掲載された論文の1つがソーシャルメディアで批判され、さらに『Campus Reform』でその真偽が問われたため、プロジェクトは早期に中止された。
この後、3人は『ウォール・ストリート・ジャーナル』の調査を受けるとともに、ドキュメンタリー映画監督のマイク・ネイナによって作成・公開されたYouTubeのビデオにおいて、彼らのプロジェクトの全容を明らかにした。真相が明らかになるまでに、彼らの20の論文のうち7つはアクセプトされ、7つは審査中、6つは掲載拒否されていた。フェミニストのソーシャルワーク専門誌『Afilia』が受理したある論文は、最新の専門用語をアドルフ・ヒトラーの『我が闘争』からとられた一節に散りばめた文章を含んでいた。
『タイムズ』紙のトム・ウィップルは、学術雑誌の査読者たちが、デマが明らかになる前に、「男性らしさと肛門愛アナリティの間のインターセクションに関する研究への豊かで刺激的な貢献」、「優秀で非常にタイムリー」、「ソーシャルワーカーとフェミニストの研究者にとって重要な対話」として、投稿された論文を賞賛していたと書いている。

### 反応
このプロジェクトは賞賛と批判の両方を集めた。政治学者のヤシャ・モンクは、アラン・ソーカルによって行われたソーカル事件のデマにちなんでこの事件を「ソーカルの再来」と名付け、次のように述べた。「〔この事件の〕結果は非常に面白く、愉快なものになった。アカデミアの大部分を侵している深刻な問題を明快に示している」。ハーバード大学の心理学者であるスティーブン・ピンカーは、このプロジェクトが「批判／ポモ／アイデンティティ／「セオリー」関連の学術雑誌に掲載されないほど突飛なアイデアなど、果たして存在するのだろうか？」という問いをこの事件は投げかけていると述べた。オンライン雑誌『Slate』のダニエル・エンバーはこのプロジェクトを批判し、「ほとんどどんな実証的学術領域に対してもこの手の囮捜査を行って、全く同じ結果を得ることができるだろう」と述べている。ポートランド州立大学におけるボゴジアンの同僚11人は公開書簡（オープンレター）を発表し、この事件は「研究規範に対する許容不可能な違反であり」、「詐欺的で時間を浪費する反知性主義的営為」だと書いている。ジョエル・P・クリステンセンとマシュー・A・シアーズは、「〔2015年に出された〕プランド・ペアレントフッドに対する詐欺的な飛ばし記事の学術版とも言うべきもの」だと述べいる。 カール・バーグストロムは、「デマ発信者〔の三人〕は、〔査読）システムが実際にどう機能しているかについてひどくナイーブに考えているようだ」と主張している。
不満研究事件を調査・評価した2021年の研究では、次のように結論付けている。「（1）インパクトファクターの高いジャーナルはプロジェクトの一環として投稿された論文をリジェクトする可能性が高かった、（2）論文が実証的データに基づいているとされた場合、掲載の可能性は高かった、（3）査読は原稿修正のプロセスで重要な契機になり得る、（4）プロジェクト参加者のうち隣接分野の学術的トレーニングを受けた著者が査読者のアドバイスに忠実に従うと、アクセプト可能な論文を書くために必要なことを比較的素早く習得できた。真面目に書かれた論文と「デマ」の境界が徐々に曖昧になっていったのである。最後に、（5）このプロジェクトの終わり方は、長い目で見れば、科学コミュニティが不正行為を摘発しうることを示した」。

### 研究不正の調査
2018年、ボゴジアンの雇用主であるポートランド州立大学は、不満研究事件に関連する研究不正調査を開始した。『Chronicle of Higher Education』によると、同大学の研究倫理審査委員会 (IRB) は、ボゴジアンが承認なしに人間を対象とした研究を行い、倫理ガイドラインに違反したと結論づけた。また、同大学は「彼がデータを改ざんしたというさらなる告発を検討している」と述べている。
研究不正調査のニュースが流れた後、進化生物学者のリチャード・ドーキンス、ハーバード大学の心理学者スティーブン・ピンカー、数学者・物理学者のアラン・ソーカル、哲学者のダニエル・デネット、社会心理学者のジョナサン・ハイト、心理学者のジョーダン・ピーターソンを含む多くの著名な学者がボゴジアンを擁護する書簡を発表した。ピンカーによれば、ポートランド州立大学の調査は、「不人気な意見を表明した学者を罰するために研究倫理の重要な〔原理〕を武器化しようとする試み」であると、彼と彼の同僚に印象付けるものである。ドーキンスは、調査が政治的動機によるものである可能性を示唆している。「もし審査委員会のメンバーが、創造的な表現の一形態としての風刺という考えそのものに反対するのであれば、表立って正直にそう言うべきである。しかし、これ〔ボゴジアンらの事件〕が虚偽のデータをでっち上げた問題だとするのは、明らかに馬鹿げており、何か隠された動機があるのではないかとを疑わざるを得ない」。ピーターソンによれば、ボゴジアン自身ではなく、ボゴジアンの不正疑惑を追及する者の方がが学問的な不正行為を犯している。
他方で、『New York』誌のジェシー・シンガルがインタビューしたIRBの専門家は、ボゴジアンがこのプロジェクトを実施するにあたりIRBの承認を求めるべきだった、という見解に同意している。
2018年12月、ポートランド州立大学は、ボゴジアンが「ヒトを対象とした研究に関する倫理的ガイドラインに違反した」と裁定した。その結果、彼は「規定のトレーニングを修了し、研究参加者の権利を保護する方法を理解していることを証明できる」まで、研究を行うことを禁止した。

## 路上の認識論

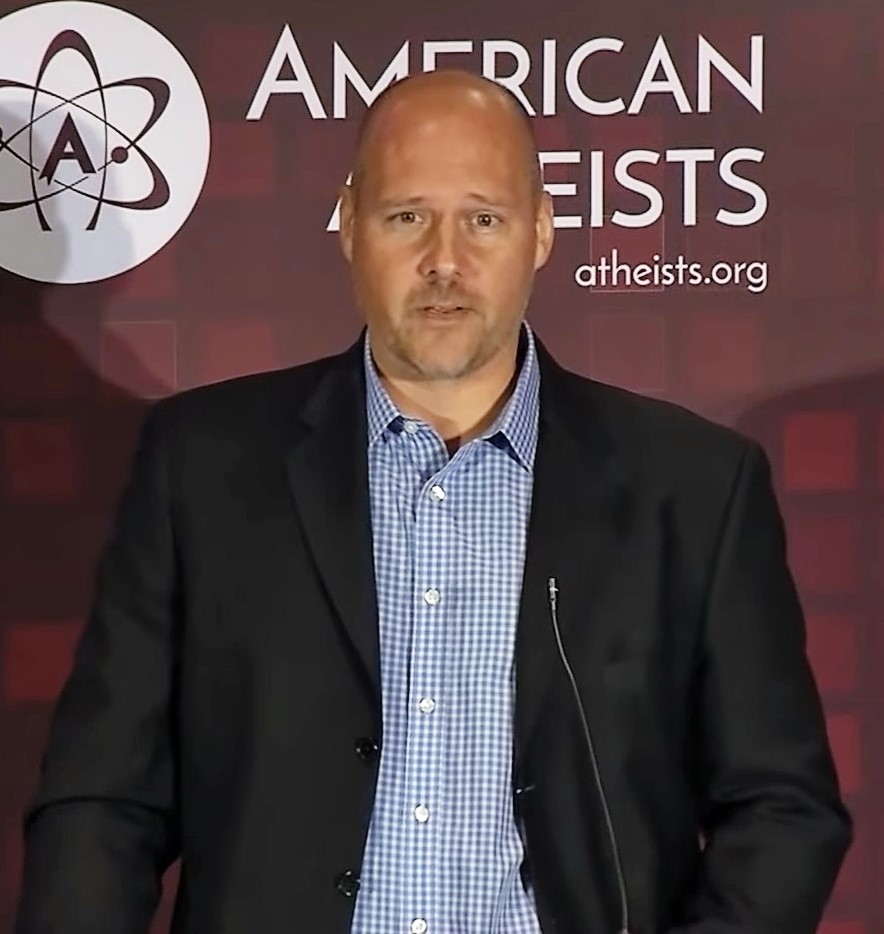
2011年のアメリカン・エイシイストで路上の認識論について語るアンソニー・マグナボスコ

路上の認識論（Street epistemology、しばしばSEと略される）は、ボゴジアンが著書『無神論者養成マニュアル』で考案した用語である。これは、強固な信念について話し合うための非対立的な会話テクニック一式を指すもので、会話の参加者が当該の信念に関して熟考し、心を開くことを促すようにデザインされたものである。ボゴジアンは、宗教信者が認識論としての信仰の信頼性について再考するのを助けるための方法と、その応用について概説した。しかし、この手法は他の多くの文脈でも有効であることが分かっており、ボゴジアンは後に『話が通じない相手と話をする方法』（ジェームズ・A・リンゼイ共著）を発表し、非宗教的な主題を含む、より幅広い信念の検討に路上の認識論を適用する方法を論じている。
路上の認識論の普及者の1人に、アンソニー・マグナボスコがいる。彼は自分のYouTubeチャンネルで、彼が行った路上の認識論を用いた会話の例を数多くアップロードしている。また、彼は関連する多くのリソースを作成し、このメソッドに習熟し、生活の中でそれを適用しようとする路上の認識論者のコミュニティと関わっている。マグナボスコは、ストリート・エピステモロジー・インターナショナルという非営利団体の設立者である。同団体のミッションは、「路上の認識論を開発・促進するために必要なリソースを世界中の人々に提供し、批判的思考と懐疑論を奨励・標準化する」ことだとされる。路上の認識論実践者のコミュニティ向けのリソースとして、テンプレートを使用してインタビューを行うためのマニュアルなどがある。

## 著作

### 学位論文
- Socratic pedagogy, critical thinking, moral reasoning and inmate education: an exploratory study (Ed.D. thesis). Portland State University. 2004. OCLC 57569353. 2014年6月5日閲覧.

### 書籍
- Boghossian, Peter (2013). A Manual for Creating Atheists. Pitchstone Publishing. ISBN 978-1939578099
- Boghossian, Peter; Lindsay, James (2019). How to Have Impossible Conversations: A Very Practical Guide. Da Capo Lifelong Books. ISBN 978-0738285320
  - 『話が通じない相手と話をする方法』藤井翔太（監修・訳）、遠藤進平（訳）、晶文社、2024年。ISBN 9784794974099。